# Wojna domowa w Bizancjum (1373–1379)
Wojna domowa w Bizancjum toczona w latach 1373-1379 była konfliktem między cesarzem Janem V Paleologiem a jego synem, Andronikiem IV. W 1373 roku Andronik przeprowadził zamach stanu, próbując uwięzić swojego ojca. Próba zakończyła się fiaskiem, ale Andronik nie zrezygnował ze swoich planów. W 1376 roku zapewnił sobie poparcie i pomoc militarną Genueńczyków, czekał jednak na sprzyjający moment. Zagrożony Jan V zbiegł i udał się na dwór tureckiego sułtana prosząc o interwencję. Osmanowie pomogli mu wrócić na tron, ale walki spustoszyły osłabione wcześniejszymi wojnami cesarstwo i stało się ono w zasadzie lennikiem tureckim.

## Tło konfliktu
Kiedy Jan V, w 1354 roku, objął samodzielne rządy w imperium, zaczął prowadzić zdecydowanie pro łacińską politykę zagraniczną. Genueńczykom przyznał Lesbos, Wenecjanie dostali Herakleę Pontyjską, ostatni bizantyjski port na terenie Azji Mniejszej. Dodatkowo cesarz zdecydował się przyjąć obrządek łaciński co doprowadziło do niemal zupełnej alienacji od jego greckiego otoczenia. W latach 60 XIV wieku Bizancjum było cieniem dawnej potęgi. Ostatnie posiadłości cesarstwa w Tracji były zajmowane przez Osmanów, którzy w 1365 roku zdobyli Adrianopol. Jedyną nadzieją na przetrwanie była, według Jana, pomoc zbrojna z łacińskiej Europy. W 1369 cesarz osobiście odwiedził papieża a następnie udał się do Wenecji, gdzie porozumiał się w sprawie długów. Weneccy kupcy zgodzili się na umorzenie pod warunkiem przekazania im wyspy Tenedos, leżącej i zachodnich wybrzeży Azji Mniejszej. Opuszczając Konstantynopol cesarz pozostawił swoich synów- Manuela i starszego Andronika, którzy mieli zarządzać resztkami imperium pod jego nieobecność. Andronikowi przypadł Konstantynopol, Tracja i wyspy w cieśninie Bosfor, w tym Tenedos. Gdy dowiedział się o porozumieniu które Jan zawarł z Wenecjanami, wpadł we wściekłość i odmówił wydania im wyspy. Wobec tego Wenecjanie przez dwa lata więzili Jana aż do momentu gdy młodszy syn, Manuel, wstawił się za ojcem.

## Pierwszy zamach stanu
W 1373 roku Jan V w zasadzie uznał się za lennika osmańskiego sułtana, zgadzając się na płacenie trybutu. Andronik był temu przeciwny i uważał, że ojciec swoimi poczynaniami szkodzi cesarstwu. Znalazł sojusznika w osobie syna sułtana Murada I, który również chciał wystąpić przeciwko ojcu. Razem wszczęli otwartą rebelię, dążąc do przejęcia władzy. Obydwa powstania zostały stłumione, ale wobec militarnej słabości Bizancjum, głównie za pomocą sił tureckich. Murad oślepił swego syna i tego samego domagał się od Jana V, ten jednak wyłupił swemu synowi jedno oko i uwięził go. Klęską Andronika spowodowała odebranie mu tytułu współcesarza, który otrzymał młodszy syn, Manuel.

## Uzurpacja Andronika
Krótko po uwięzieniu Andronika, Jan V sprzedał Tenedos Wenecjanom na mocy wcześniejszego porozumienia. Wywołało to gniewną reakcję Genueńczyków, którzy rywalizowali z Wenecją i obawiali się, że przekazanie rzeczonej wyspy znacznie wzmocni weneckie wpływy na Morzu Czarnym i we wschodniej części basenu Morza Śródziemnego. W 1376 roku Genueńczycy z Galaty, uwolnili Andronika i zapewnili mu pomoc Turków. Jan V wraz z Manuelem zostali uwięzieni a władzę nad Konstantynopolem przejął Andronik, ofiarują Genui Tenedos a Turkom Gallipoli. Andronik uczynił swego syna, Jana VII współcesarzem. Poczynania Andronika spowodowały reakcję Wenecjan, którzy wypowiedzieli mu wojnę. Jego rządy zostały zakończone w 1379 roku, kiedy to Janowi V i Manuelowi udało się zbiec z więzienia i zapewnić sobie pomoc tureckiej armii i weneckiej floty. Osmanowie w zamian za pomoc wymogli na Janie oddanie im Filadelfii.

## Następstwa
Po zdobyciu Konstantynopola przez Jana v, Andronik schronił się w genueńskiej Galacie gdzie pozostawał dwa lata. W końcu jednak doszło do porozumienia między zwaśnionymi członkami rodziny i Andronik dostał zgodę na powrót na dwór. Później doszło do zawarcia pokoju między Genuą a Wenecją- obydwie strony zrzekały się pretensji do Tenedos, która to wyspa została wyludniona, zburzono na niej wszelkie fortyfikacje i ogłoszono ją terenem neutralnym. Wojna domowa z lat 1373-1379 osłabiła i tak znajdujące się w słabej kondycji cesarstwo i spowodowała wzrost jego zależności od prężnie rozwijających się Turków Osmańskich.